# 해군기초군사교육단
해군기초군사교육단(海軍基礎軍事敎育團)은 대한민국 해군의 모든 해군 훈련병, 부사관 후보생의 교육 훈련을 담당하는 교육 직할부대이다. 현재는 경상남도 창원시 진해구에 있다.

## 계보
- 1946년 2월 15일, 해군 신병교육대로 창설.
- 1952년 4월 12일, 해군 신병훈련소로 개칭.
- 1967년 2월 27일, 하사관 후보생 과정 신설
- 1987년 7월 1일, 해군 기초군사학교로 개편.
- 1995년 12월 7일, 기초군사학교 지휘부 건물 이전
- 1996년 11월 1일, 부대증편 (신병 1개 교육대 → 신병 2개 교육대)  *인원 128명 증원
- 2000년 10월 26일, 부대명 개칭 (특수교육훈련대 → 야전교육훈련대) 및 부대 이전 (덕산동 → 웅동)
- 2003년 10월 1일. 부사관 교육대 신축 이전 (구, 해군대학 부지)
- 2009년 1월 1일, 해군 기초군사교육단으로 개편.
- 2015년 2월 1일, 해군 제1군사교육단으로 개편.
- 2018년 7월 1일, 해군 기초군사교육단으로 재개편.

## 지휘방침
- 싸우면 이기는 강한 전사 양성
- 실전적 · 혁신적 교육훈련
- 기본과 원칙에 충실한 선진화된 부대운영

## 역대 지휘관
| 역대 | 계급 | 이름   | 기간                |
| ---- | ---- | ------ | ------------------- |
| 초대 | 준장 | 배일헌 | 2009. 1 ~ 2009. 11  |
| 2대  | 준장 | 이병록 | 2009. 12 ~ 2010. 12 |
| 3대  | 준장 | 조영삼 | 2010. 12 ~ 2011. 5  |
| 4대  | 준장 | 심승섭 | 2011. 5 ~ 2011. 12  |
| 5대  | 준장 | 박헌수 | 2011. 12 ~ 2013. 5  |
| 6대  | 준장 | 김종일 | 2013. 5 ~ 2013. 11  |
| 7대  | 준장 | 조영주 | 2013. 11 ~ 2014. 3  |
| 8대  | 대령 | 이민구 | 2018. 5 ~ 2018. 12  |
| 9대  | 대령 | 안교진 | 2018. 12 ~ 2019. 6  |
| 10대 | 대령 | 이민구 | 2019. 6 ~ 2019. 12  |
| 11대 | 준장 | 이상곤 | 2019. 12 ~ 2020. 6  |
| 12대 | 준장 | 김영수 | 2020. 6 ~ 2021      |
| 13대 | 준장 | 박태규 | 2021 ~ 2022.12      |
| 14대 | 준장 | 신유찬 | 2022.12 ~ 2024.02   |
| 15대 | 대령 | 김영신 | 2024.02 ~ 2025.01   |
| 16대 | 준장 | 김광민 | 2025.01 ~           |